# Nikólaos Kalogerópulos
Nikólaos Kalogerópulos (grec: Νικόλαος Καλογερόπουλος) era un polític grec. Va néixer en 1851 a l'illa d'Eubea.
Estudi dret en Atenes i París. Com a Ministre, va tenir parteix diverses vegades en diferents de governs. Va ser breument primer ministre en dues ocasions, en 1916 i en 1921. Va morir en 1927.